# Нутрициология
Нутрициоло́гия (от лат. nutritio — питание и греч. λόγος — учение) или учение о питании — учение, направленное на изучение функциональных, метаболических, гигиенических и клинических аспектов взаимодействия питательных веществ и их влияние на организм человека. Нутрициология изучает механизмы здорового питания, мотивы выбора пищи человеком, определяет системы питания и стратегии рационального питания человека. В отличие от диетологии, нутрициология не занимается изучением и подбором питания для сохранения здоровья при различных патологиях, а также отличается комплексным подходом к изучению проблемы питания.
Нутрициология возникла на стыке нескольких наук, включая химию, биологию. А так же учение о гигиене питания. 
За рубежом нутрициология является специальностью, которую можно получить в вузах и колледжах. В России чаще всего нутрициологами становятся люди с медицинским или химико-биологическим образованием – после приобретения основной специальности они заканчивают ординатуру в области диетологии и нутрициологии. Однако получить образование в области нутрициологии могут люди и без медицинского образования, окончив курсы профессиональной переподготовки. Программы подготовки нутрициологов действуют при Российском государственном социальном университете (РГСУ), Российском университете дружбы народов (РУДН), Первом московском государственном медицинском университете имени Сеченова, Российской медицинской академии непрерывного профессионального образования (РМАНПО),  Северо-Западном государственном медицинском университете имени И. И. Мечникова (СЗГМУ им. И. И. Мечникова).

## Цели и задачи
Нутрициология занимается разработкой норм и рекомендаций по питанию, изучением и определением физиологических потребностей организма человека в пищевых веществах и энергии, а также разработкой основных направлений государственной политики в области питания. Существуют три основных направления учения о питании: организация потребления и производство пищи, изучение процессов метаболизма и действия пищевых веществ на организм, исследование пищи как фактора профилактического и целебного воздействия на организм человека. 
Формирование норм физиологических потребностей является одной из задачи нутрициологии и сопровождается выявлением физиологического воздействия определённого пищевого вещества и установления значений минимальных и максимальных уровней его потребления.

## История становления
Становление нутрициологии как точной количественной науки происходило в три основных этапа. Первый этап тесно связан с развитием в конце XIX — начале XX века физиологической школы Ивана Сеченова, Ивана Павлова, Ольги Молчановой и других учёных в сфере физиологии. В то время были сформированы первые представления о потребности организма человека в белках и энергии.
В 1910—1920-х годах исследователи по всему миру начали открывать и синтезировать витамины и минералы, а также изучать их влияние на человеческий организм. В то время стало известно, что кроме макронутриентов и энергии организму требуются минорные вещества пищи или витамины. Исследователи того периода изучали взаимосвязь несинтезируемых человеком элементов и болезнями, связанными с дефицитом питания — цингой, рахитом, анемией, бери-бери и другими. К середине XX века были синтезированы все основные витамины, что привело к более детальному изучению микроэлементов основных продуктов питания (например, содержащемуся в соли йоду, железу в пшеничной муке и хлебе). Формирование более сбалансированного подхода к питанию привело к эффективному снижению распространения заболеваний, таких как зоб, рахит, анемия.
Пик научного интереса к элементам питания в США совпал с Великой депрессией и Второй мировой войной — временем широкой нехватки продовольствия и массового голода населения. Это привело к попыткам использования накопленных знаний для борьбы с болезнями, связанные с дефицитом пищи. Первые рекомендуемые диетические добавки были приняты, когда Лига Наций совместно с Британской медицинской ассоциацией и правительством США спонсировали разработки минимального рациона для подготовки людей к войне.
В 1950-е — 1970-е годы развитие нутрициологии совпало с экономическим ростом в развитых странах и низкой стоимостью производства основных продуктов питания. В это время учёные начали изучать взаимосвязь жиров и сахаров с развитием неинфекционных заболеваний, связанных с пищевым поведением. Среди исследователей укрепилось мнение о негативном влиянии содержащегося в питании жира на болезни сердца, а также влиянии потребления сахара на возникновение ишемических болезней сердца и кариеса зубов. В 1977 году правительство США выпустило рекомендации по здоровому питанию, где советовалась диета с низким содержанием жира. В менее развитых странах политика в области питания в этот период заключалась в увеличении калорийности и отдельных микроэлементов.
Второй этап развития нутрициологии связан с развитием биохимии, благодаря которой появились возможности расшифровывать биохимические механизмы и анализировать роль ферментов в регуляции метаболизма. 
В СССР основателем нутрициологии считается академик Алексей Покровский — советский биохимик, работающий над рационализацией питания населения. Покровский создал научную школу в области науки о питании и медицинской энзимологии и токсикологии. Благодаря его работам стали понятны основные процессы метаболизма и механизмы превращения и усвоения пищевых веществ, что позволило сформировать понятие «сбалансированное питание». В результате в 1968 году были разработаны первые «Нормы физиологических потребностей в пищевых веществах и энергии».
В 1970-е — 1990-е годы исследования в сфере нутрициологии главным образом рассматривали взаимосвязь питания и хронических заболеваний. Разрабатываемые в то время диетические рекомендации по-прежнему уделяли большое внимание отдельным питательным веществам.
С развитием геномных и постгеномных технологий в 1990-е специалисты в сфере нутрициологии стали фокусироваться на расшифровке геномных, постгеномных и нейроэндокринных механизмов регуляции гомеостаза пищевых веществ. Стали развиваться отдельные разделы нутрициологии, такие как нейронутрициология (изучение влияния питания на головной мозг, поведение, память и механизмы гомеостаза пищевых веществ и энергии), нутригеномика, метаболомика.

## Разделы
Нутрициологию разделяют на общую и частную. Общий раздел науки о питании направлен на изучение количественных и качественных свойств веществ, которые содержатся в продуктах питания, правил приёма пищи, взаимодействия веществ и их влияние на организм, а также сведений о белковом, жировом и витаминном обменах веществ. Частный раздел рассматривает практические стороны проблем питания, в том числе вопросы нутриентной обеспеченности различных групп населения и общества, а также применение продуктов питания в профилактических и лечебных целях.
В науке о питании существуют отдельные специализированные направления. Так, спортивная нутрициология направлена на составление схем питания для спортсменов для обеспечения количества калорий, витаминов, микроэлементов и питательных веществ, которые необходимы для достижения спортивных целей; нормализацию метаболических процессов через использование пищевых БАВ и БАД; увеличение доли мышц и уменьшение жировой прослойки; создание оптимального гормонального фона, который позволит спортсменам реализовывать физические возможности. Эпидемиология питания изучает состояние и структуры питания, исследует объём и характер потребления продуктов населения и их пищевые практики. Раздел Безопасность пищи и питания направлен на изучение содержания токсичных и опасных для здоровья веществ в пищевых продуктах, безопасности питания, связанной с фактическим питанием и диетой, а также избытком или недостатком тех или иных пищевых веществ в питании, особенностями ассимиляции и обмена пищевых веществ в организме.
В настоящее время развиваются новые разделы нутрициологии. Нутригеномика фокусируется на изучении физиологического действия пищевых веществ и поиске ответа на эти вещества, для которых в этой сфере используются методы транскриптомики, протеомики и метаболомики для описания реагирования фенотипа биологической системы. Нейронутрициология занимается изучением влияния питания на головной мозг, поведение, память и механизмы гомеостаза пищевых веществ и энергии.

## Система и теории питания
В основе нутрициологии лежит понятие система питания, под которым понимается комплексный процесс, включающий выбор пищи, оценку питательной и энергетической ценности, а также поступление пищи в организм и последующие её превращения, в том числе механизмы метаболизма и выведения. Одной из главных задач нутрициологов является подбор и составление системы питания. Система питания подразумевает комплексный подход и разработку критериев оценки всех органов и систем организма, которые наступают в результате разрабатываемого питания.
Существует несколько основных теорий питания:

- Теория сбалансированного питания, или «классическая» теория питания — преобладавший долгое время подход к питанию, основанный на том, что в организм человека должны поступать вещества молекулярного состава, которые будут компенсировать расход и потери энергии в результате физиологической активности. Таким образом, идеальным считается питание, при котором приток пищевых веществ в организм соответствует их расходу. Согласно теории сбалансированного питания, пища состоит из нескольких различных по физиологическому значению компонентов: полезных и балластных. Крупный вклад в развитие теории внёс Алексей Покровский[20];
- Теория адекватного питания — система питания, разработанная советским физиологом Александром Уголевым. В основе системы лежит понятие, что питание поддерживает молекулярный состав и возмещает энергетические и пластические расходы организма на основной обмен, внешнюю работу и рост. В отличие от классической теории сбалансированного питания, теория адекватного питания признаёт полезность не только нутриентов, но и балластных веществ[21].
- Вегетарианство — теория питания, основанная на использовании в пищу только продуктов растительного происхождения. Вегетарианство разделяют на веганство, лактовегетарианство и лакто-ово-вегетарианство. Строгое вегетарианство оказывает негативное воздействие на растущие организмы детей и подростков из-за хронического отсутствия полноценных белков и незаменимых аминокислот, витаминов B2, B12 и D. Нутрициология не рекомендует вегетарианство трудоспособным и здоровым людям[22].
- Сыроедение — питание, при котором в организм человека поступают только сырые или неварёные продукты, такие как свежие овощи, фрукты, ягоды, сухофрукты, съедобные растения, мёд, проросшее зерно. Последователи сыроедения не признают кулинарную обработку пищи, поскольку считают, что при термической обработке происходит разрушение полезных веществ. Переход на постоянное сыроедение относится к нерациональному питанию[22].
- Редуцированное питание — сторонники этой теории употребляют рацион ниже уровня основного обмена, поскольку считают, что для сохранения здоровья необходимо постоянное и резко ограниченное потребление энергии, с периодическим полным голоданием[23].
- Голодание — полный отказ от пищи, который может выражаться как в форме длительного отказа (2-4 недели), периодического повторения кратковременных отказов (7-10 дней), так и систематических «разгрузочных» днях. Возобновление питания после голодания сопровождается интенсивным отложением жира[24].
- Раздельное питание — несмешиваемое потребление разных по химическому составу продуктов во время приёма пищи. Сторонники раздельного питания имеют представления о совместимых и несовместимых продуктах и исключают из своего рациона сочетания белков и крахмалов, белков и жиров, белков и сахара, кислых и сладких фруктов, кислых продуктов с крахмалом. Длительное раздельное питание может привести к дисфункции пищеварительных желез[25].

## Наука о питании животных
Наука о питании животных берёт начало в XIX веке, когда производство кормов для скота стали переносить с луга на пашню. Наряду с луговым сеном стали использовать дополнительные виды кормов, такие как клевер, люцерна, картофель, свёклу, морковь. Наука о питании животных направлена на составление и изучение и оценку питательности кормов и составление рационов кормления сельскохозяйственных животных. Одним из первых учёных, предложивших оценку питательности кормов животных, стал Альбрехт Тэер. Впоследствии Эмиль Вольф разработал таблицы химического состава кормов, отображающих их питательную ценность. Большое значение для развития науки о питании животных сыграли работы Оскара Кельнера, Николая Червинского, Ефима Пискуна, Еллия Богданова.

## Наука о питании растений
Наука о питании растений изучает какие химические элементы необходимы для роста растений.